# Giaura venalis
Giaura venalis är en fjärilsart som beskrevs av Bethune-Baker 1906. Giaura venalis ingår i släktet Giaura och familjen trågspinnare. Inga underarter finns listade i Catalogue of Life.